# Дубрава Самоборска
Дубрава Самоборска је насељено место у саставу града Самобора у Загребачкој жупанији, Хрватска. До територијалне реорганизације у Хрватској налазила се у саставу старе загребачке приградске општине Самобор.

## Становништво
На попису становништва 2011. године, Дубрава Самоборска је имала 244 становника.

## Попис1991.
На попису становништва 1991. године, насељено место Дубрава Самоборска је имало 200 становника, следећег националног састава:
| Попис 1991.‍ | Попис 1991.‍ | Попис 1991.‍ | Попис 1991.‍ | Попис 1991.‍ |
| ----------- | ----------- | ----------- | ----------- | ----------- |
|             |             |             |             |             |
| Хрвати      | Хрвати      |             | 188         | 94,00%      |
| Словенци    | Словенци    |             | 1           | 0,50%       |
| Срби        | Срби        |             | 1           | 0,50%       |
| непознато   | непознато   |             | 10          | 5,00%       |
| укупно: 200 |             |             |             |             |